# Le Petit Prince (film)
Pour les articles homonymes, voir Petit Prince (homonymie).

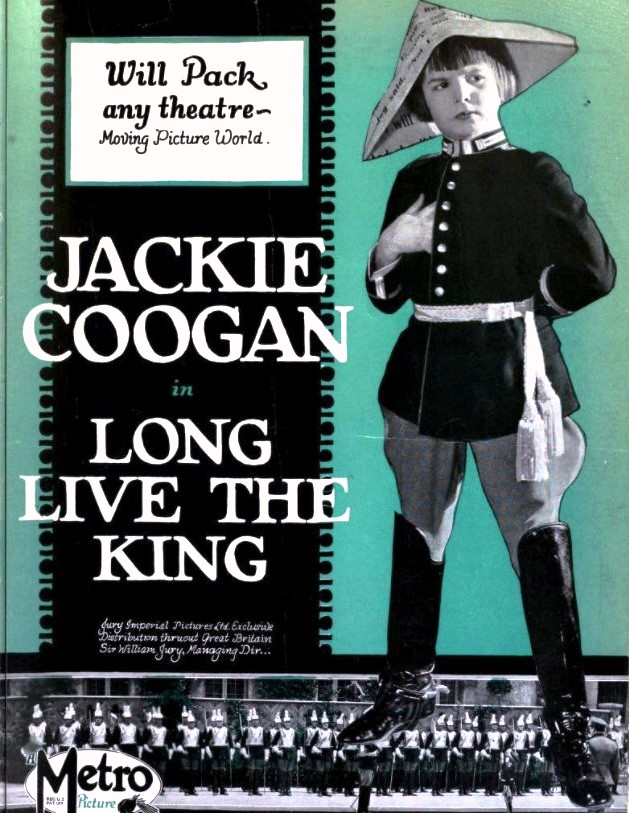
Annonce du film dans The Film Daily.

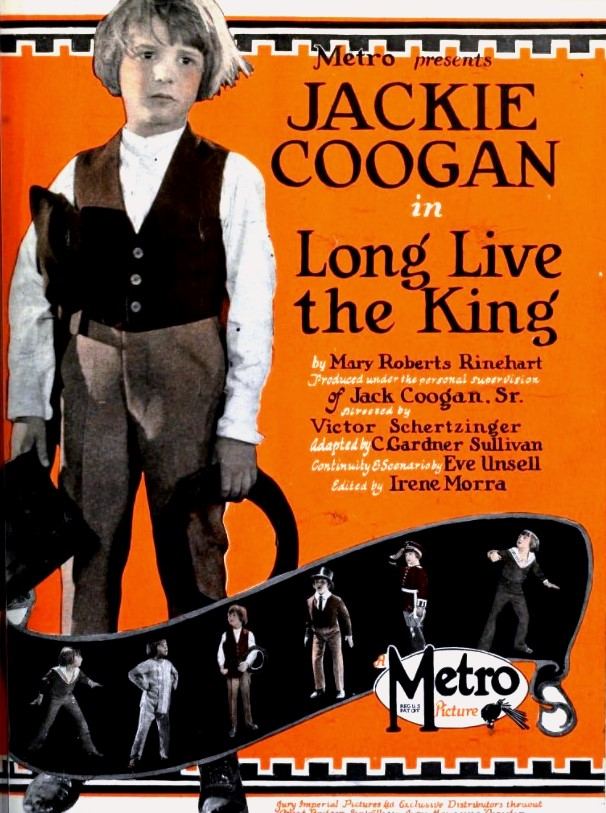
Annonce du film dans The Film Daily.

Le Petit Prince (Long Live the King) est un film américain réalisé par Victor Schertzinger et sorti en 1923.

## Synopsis
Le prince héritier Otto de Livonie, désireux de ressembler à un petit garçon ordinaire, s'enfuit avec Bobby, un camarade de jeu américain. Le roi meurt, et comme le prince ne se présente pas, le peuple commence à se révolter. Finalement, Otto apprend la mort du roi. Lors de son retour précipité au palais, Otto est intercepté par des révolutionnaires et retenu captif jusqu'à ce que son ami, le lieutenant Nikky, parvienne à le sauver.

## Fiche technique
- Titre original : Long Live the King
- Réalisation : Victor Schertzinger
- Scénario : C. Gardner Sullivan, Eve Unsell
- Photographie : Frank B. Good
- Production : Metro Pictures
- Genre : Drame[1]
- Durée : 104 minutes
- Date de sortie : 26 novembre 1923

## Distribution
- Jackie Coogan : le Prince Otto
- Rosemary Theby : la comtesse Olga
- Ruth Renick : Princesse Hedwig

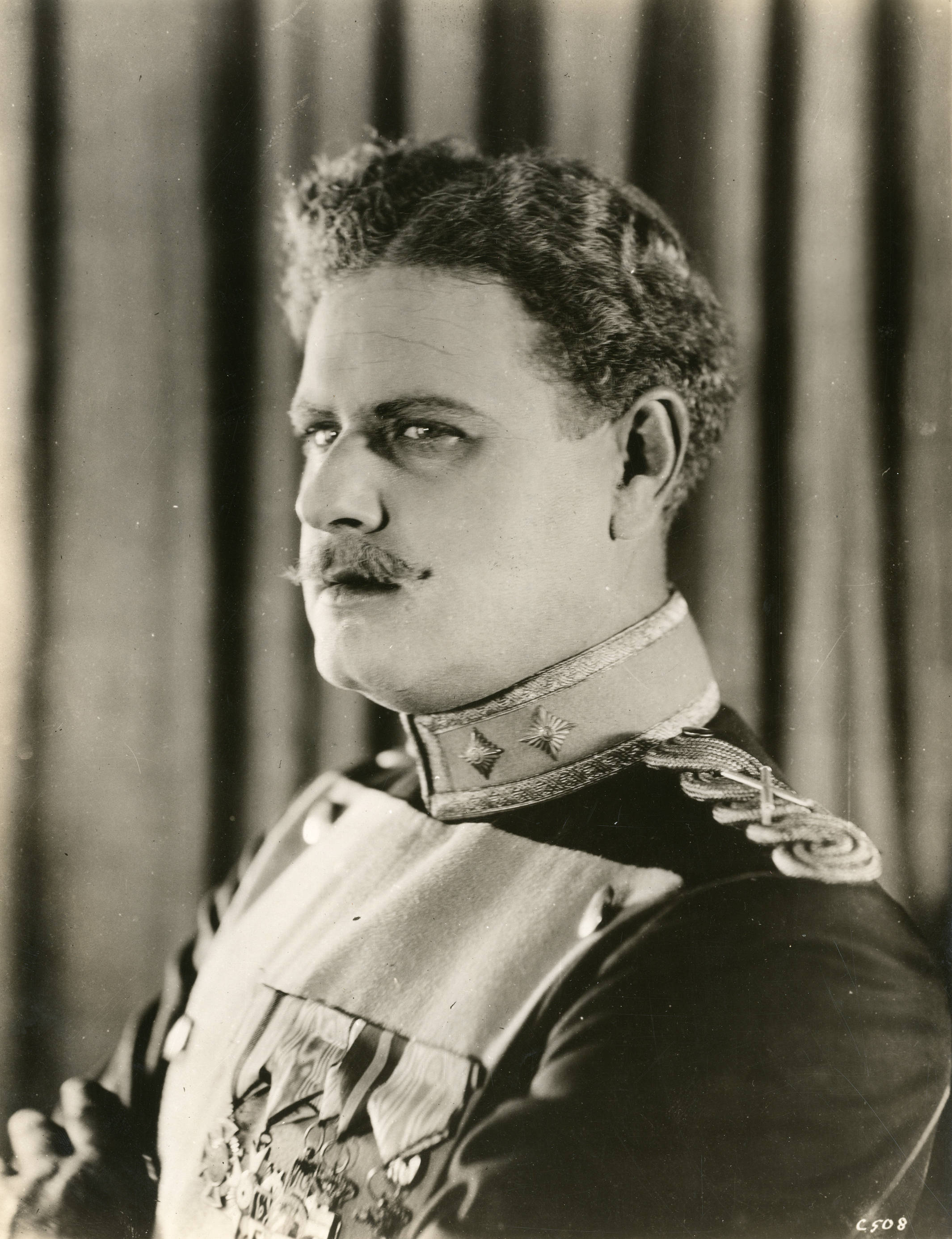
Alan Hale dans le rôle du roi.

- Vera Lewis : Archduchesse Annuncita
- Alan Hale : le roi Karl
- Allan Forrest : Nikky
- Walt Whitman : le chancelier
- Robert Brower : le Roi
- Raymond Lee : Bobby
- Monte Collins : Adelbert
- Sam Appel : Black Humbert
- Allan Sears : le père de Bobby
- Ruth Handforth : Mrs. Braithwaite, la gouvernante
- Larry Fisher : Herman Spier
- Eddie Boland : chef des gardes
- Loretta McDermott : Contesse Olga's Maid
- Henry A. Barrows : l'évêque